# Habitatge al carrer de la Passió, 4 (Manlleu)
L'Habitatge al carrer de la Passió, 4 és una obra de Manlleu (Osona) inclosa a l'Inventari del Patrimoni Arquitectònic de Catalunya.

## Descripció
Edifici de planta baixa i tres plantes pis. La façana està composta d'eixos verticals. A la primera planta hi ha un balcó corregut que engloba quatre obertures, mentre que a la planta segona les lloses dels balcons són independents. Les obertures de la tercera planta són finestres petites. L'edifici ha estat rehabilitat i s'han conservat els esgrafiats.